# المتحف الشخصي
المتحف الشخصي، أحد متاحف منطقة الرياض يقع في محافظة الأفلاج، أسسه عبد الرحمن بن راشد ال زنان، يقع المتحف في مبنى مستأجر من دور واحد ويتضمن المتحف عدد هائل ومتميز من القطع التراثية عرضت في ثمانية أجنحة، ويتميز المتحف بمشاركاته المتميزة على مستوى المحافظة، وقد تم عرض القطع حسب النوع والاستخدام العمـلات والحـلي والفضيات ومجسم للبئر وأدوات السقيا والأدوات الزراعية والجلديـات والأبـواب القديمة وأدوات الإضاءة والموازين والمكاييل والملابس والصوفيات وأدوات القهوة.
أغلب القطع الأثرية التي يختويها المتحف حصل عليها صاحبها من تراث محافظة الأفلاج، ومن هدايا من محافظة وداي الدواسر ومدينة الرياض. المتحف يقع في حي المبرز بالإفلاج.